# Duel au soleil (chanson)
Pour les articles homonymes, voir Duel au soleil (homonymie).
Singles de Étienne Daho
Épaule Tattoo
(1986)
Duel au soleil est une chanson d'Étienne Daho parue en 1986 et tirée de son album Pop Satori. Elle a atteint la 17e place des ventes en 1987.